# Murina rozendaali
Murina rozendaali es una especie de murciélago de la familia Vespertilionidae.

## Distribución geográfica
Esta especie es originaria del sudeste asiático. En particular, habita en Borneo y en pequeñas zonas de la península de Malasia y el sur de Sumatra. Se la ha registrado en el extremo sur de Tailandia, cerca de la frontera con Malasia, pero se desconoce si esta población sigue viva.